# Рубльовка (Псковська область)
Рубльовка (рос. Рублёвка) — присілок в Опочецькому районі Псковської області Російської Федерації.
Населення становить 41 особу. Входить до складу муніципального утворення Пригородна волость.

## Історія
Від 2015 року входить до складу муніципального утворення Пригородна волость.

## Населення
| 2001 | 2002 | 2010 | 2012 | 2013 | 2014 | 2015 |
| ---- | ---- | ---- | ---- | ---- | ---- | ---- |
| 40   | ↘31  | ↘27  | ↗42  | ↘40  | ↗41  | →41  |
| 2016 |      |      |      |      |      |      |
| →41  |      |      |      |      |      |      |